# 河西村 (新潟県)
河西村（かわにしむら）は、かつて新潟県西蒲原郡にあった村。1901年11月1日の合併によって消滅し、現在は新潟市西区の一部となっている。
以下の記述は合併直前当時の旧河西村に関しての記述であり、現在では名称等が異なる場合がある。なお、ここに記述されていない内容に関しては新潟市などの記事を参照。

## 沿革
- 1889年（明治22年）4月1日 - 町村制施行に伴い西蒲原郡曽和新田、下泉村、田島村、金巻新田、道河原村、小瀬村、早潟村（兵左衛門新田、清左衛門新田、田巻新田、碇下新田）、藤ノ木村、小見郷屋村、勘助郷屋村が合併し、河西村が発足。
- 1901年（明治34年）11月1日 - 西蒲原郡中野小屋村、新通村（一部）と合併し、中野小屋村を新設して消滅。

## 地域構成
河西村は、合併した村名を継承する以下の大字で構成される。
曽和新田（そわしんでん）
1889年（明治22年）まであった曽和新田の区域。現在の新潟市西区曽和。
下泉（しもいずみ）
1889年（明治22年）まであった下泉村の区域。現在の新潟市西区曽和。
田島（たじま）

1889年（明治22年）まであった田島村の区域。現在の新潟市西区田島。
金巻新田（かねまきしんでん）
1889年（明治22年）まであった金巻新田の区域。現在の新潟市西区金巻新田。
道河原（どうがわら）

1889年（明治22年）まであった道河原村の区域。現在の新潟市西区道河原。
小瀬（こぜ）

1889年（明治22年）まであった小瀬村の区域。現在の新潟市西区小瀬。
藤野木（ふじのき）

1889年（明治22年）まであった藤ノ木村の区域。現在の新潟市西区藤野木。
小見郷屋（おみごうや）

1889年（明治22年）まであった小見郷屋村の区域。現在の新潟市西区小見郷屋。
勘助郷屋（かんすけごうや）

1889年（明治22年）まであった勘助郷屋村の区域。現在の新潟市西区勘助郷屋。
早潟（はやがた）
1889年（明治22年）まであった早潟村の区域。現在の新潟市西区早潟。